# Rolex Sea Dweller

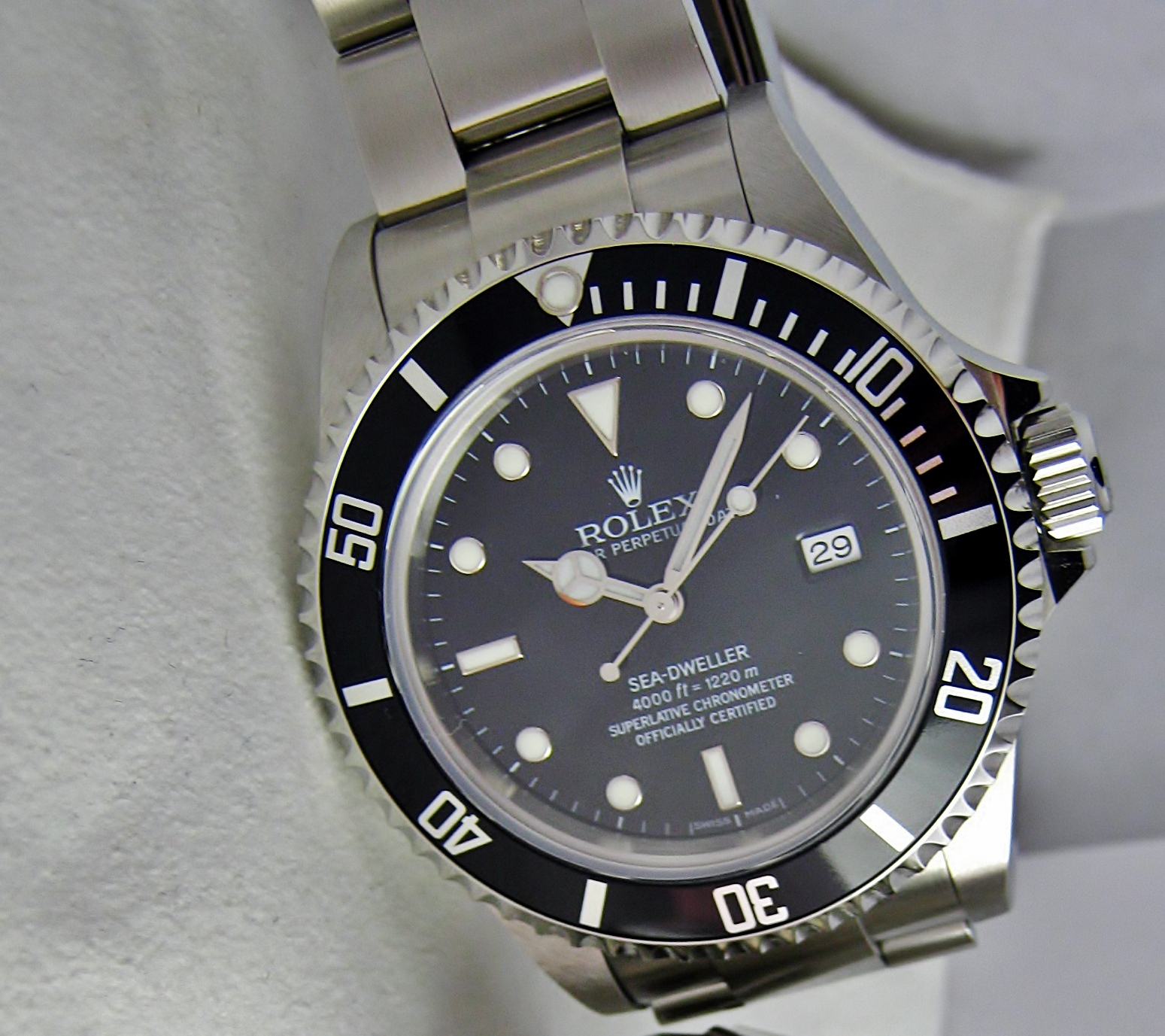
Rolex Sea-Dweller 4000 avec un 1220 m évaluation de la profondeur.

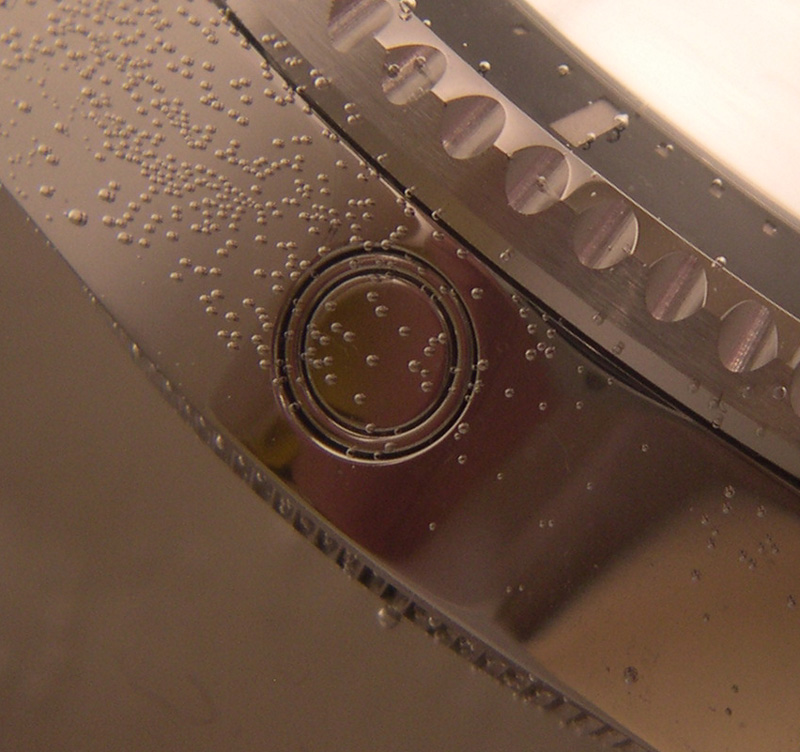
La soupape d'échappement à hélium intégrée du Sea-Dweller.

La Rolex Oyster Perpetual Date, Sea-Dweller, est une ligne de montres de plongée fabriquée par Rolex, avec une profondeur de plongée de 1 220 mètres et jusqu’à 3 900 mètres pour le modèle Sea-Dweller Deepsea. Lancée en 1967 avec une profondeur de plongée de 610 mètres, la Sea-Dweller est dotée d’une soupape d’échappement de gaz, spécialement conçue pour les montres, conçue par la marque pour permettre à l’hélium emprisonné dans la montre d'être libéré à une pression donnée pendant la décompression, tout en préservant son étanchéité. Les modèles Sea-Dweller actuels sont disponibles en acier ou en acier et or.
Le modèle Deepsea est livré dans un boitier de 44 mm en acier et est équipé du système breveté Ringlock de la marque, conçu pour offrir un degré plus élevé de résistance à la pression.

## Histoire
Au cours des années 1960, les besoins des plongeurs professionnels travaillant à de grandes profondeurs ont conduit au développement des premières montres-outils « ultra résistantes à l'eau » conçues pour mener des opérations de plongée en toute sécurité à plus de 300 m de profondeur.
La Rolex Oyster Perpetual Sea-Dweller 2000, portant le numéro de référence 1665, a été mis au point en 1967, mais n’a été mis à la disposition du public qu’en 1971. Ce retard a probablement été causé par des problèmes d'obtention du brevet pour la soupape d'échappement à hélium. La valve à hélium Rolex est l’idée de Robert A. Barth, un plongeur de la marine américaine qui a été le pionnier de la plongée à saturation lors des missions Genesis et SEALAB de la marine américaine dirigées par le Dr George F. Bond. Dans le passé, on avait supposé à tort que le Sea-Dweller avait été développé en coopération avec la plongée industrielle en haute mer Comex SA, mais la société française n'est devenue partenaire de Rolex qu'à la fin de 1971. La première version du Sea-Dweller était le soi-disant "Single Red" avec une profondeur nominale de 500 m. La plupart de ces montres ont été attribuées à des pionniers de l'exploration sous-marine tels que Robert Palmer Bradley pilote de Deep Star 4000. Les versions ultérieures avaient une profondeur accrue de 610 m.
La plupart des montres Sea-Dweller intègrent une soupape d'échappement à l'hélium pour les plongées à saturation. Les premiers habitants de la mer, cependant, n’avaient pas toujours la valve. Jusqu'à l'introduction en 2017 du numéro de référence 126600, les Sea-Dweller se distinguaient également par l'absence de la loupe de date ("cyclops") présente sur la plupart des autres modèles Rolex, car il était impossible de fixer un cyclope avec un adhésif durcissant à la lumière ultraviolette (UV) au sommet d’un cristal de montre exposé à la pression rencontrée à sa profondeur d’essai. La gamme de montres de plongée Sea-Dweller est un standard pour les plongeurs Comex depuis 1977.
Les montres Sea-Dweller Submariner 2000 ont deux lignes de texte rouges sur le cadran de la montre, ce qui a conduit à une désignation non officielle « Double rouge » par les collectionneurs de montres,,. Le boîtier de la montre Rolex Sea-Dweller 2000 a un diamètre de 40,0 mm et une épaisseur de 14,7 mm.
Les modèles Sea-Dweller Submariner 2000 ont été remplacés par les Rolex Oyster Perpetual Sea-Dweller 4000 (4 000 pieds = 1 220 m), avec une augmentation de la profondeur nominale jusqu'à 1 220 m. Le dernier numéro de référence du Comex Sea-Dweller 4000 Rolex est 16600. Cette montre a été distribuée aux plongeurs Comex depuis 1992. Le boîtier de la montre Rolex Sea-Dweller 4000 a un diamètre de 40,0 mm mm et une épaisseur de 15,5 mm (épaisseur du cristal 4 mm), et le boîtier et le bracelet pèsent 165 g. La montre a été arrêtée en 2008.
En 2014, Rolex a réintroduit la Sea-Dweller avec une nouvelle référence 116600. Cette montre a conservé la taille historique de 40 mm, mais a été mise à jour avec une lunette en céramique et le nouveau cadran Maxi. Le bracelet a été mis à jour avec le nouveau système « glidelock extension ».
Au salon Baselworld de l'horlogerie et de la joaillerie 2017, Rolex a présenté un modèle Sea-Dweller élargi comportant une loupe de date sur un cristal de montre redessiné et un mouvement automatique actualisé (calibre 3235). Son numéro de référence est 126600. Le boîtier de la montre Rolex Sea-Dweller 126600 a un diamètre de 43,0 mm.
Plusieurs séries de production semi-personnalisées des modèles Sea-Dweller Submariner 2000 et 4000 ont été produites avec et sans soupapes d'échappement à hélium et différents modèles de cadran de montre pour la société Comex SA. Ces variantes portaient parfois aussi des numéros de référence Rolex différents. Certaines de ces montres non standard Sea-Dweller portaient le logo Comex SA sur le cadran de la montre, ce qui a conduit à la désignation non officielle de "montres COMEX" par les collectionneurs. Ces montres ont été distribuées à des membres du personnel du Comex ou ont été offertes à titre de cadeaux d'affaires,.

### Variante Rolex Sea-Dweller Deepsea

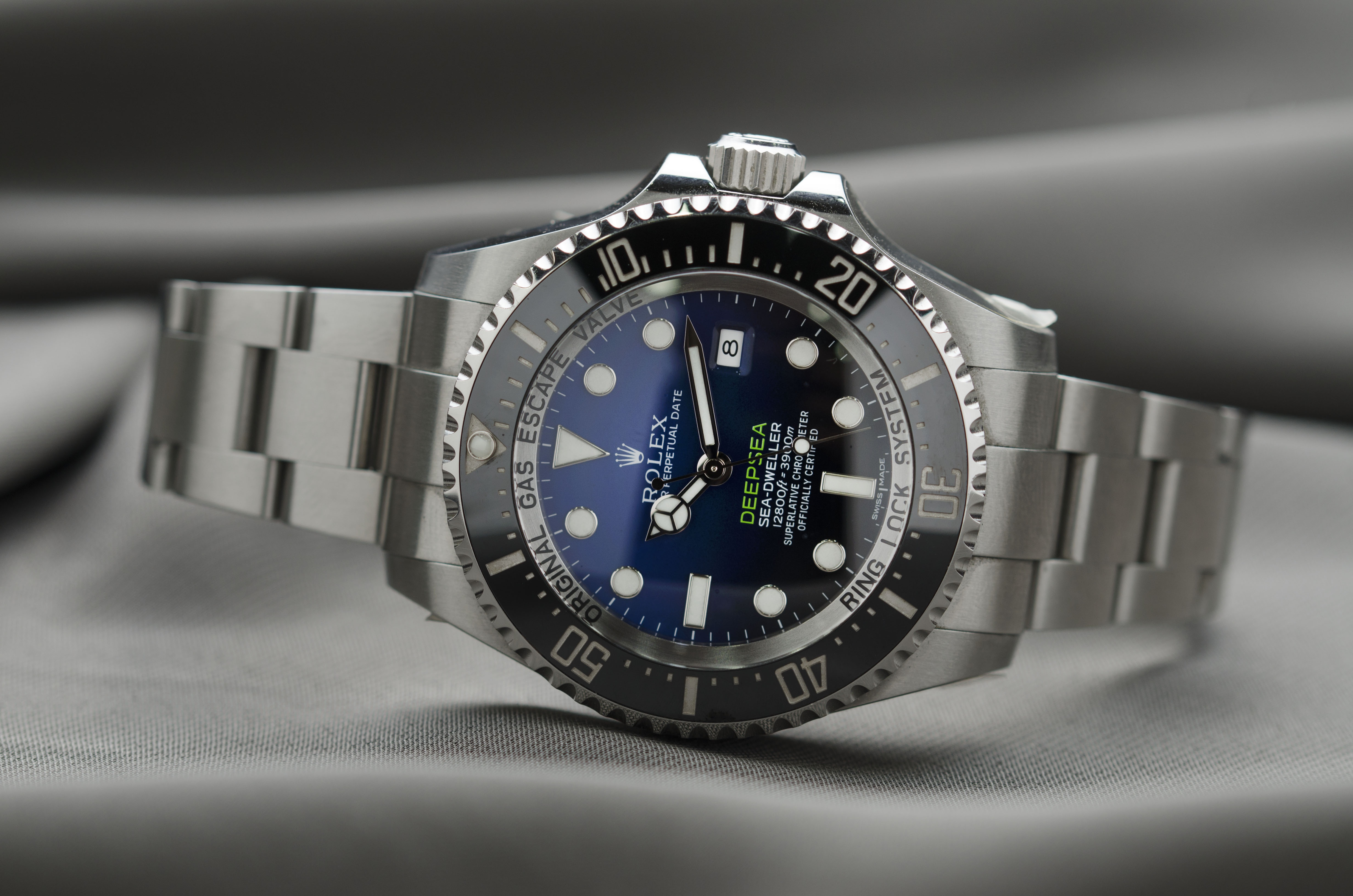
Rolex Sea-Dweller DEEPSEA lancé en 2014. Une variante du cadran bleu rendant hommage à la plongée de James Cameron au Challenger Deep en 2012.

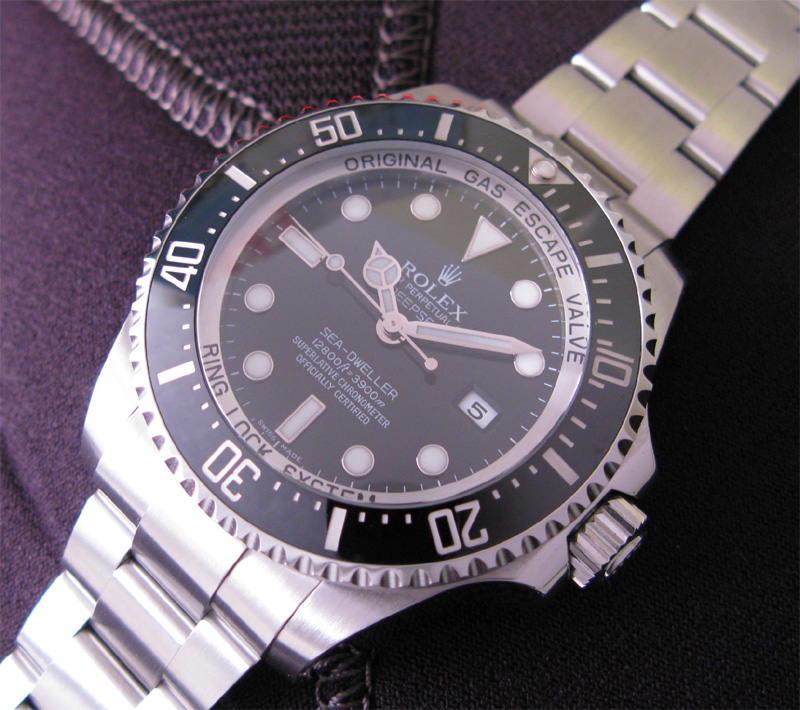
Cadran noir Rolex Sea-Dweller DEEPSEA, introduit en 2008. (réf. 116660).

Au salon BaselWorld de l'horlogerie et de la joaillerie 2008, Rolex a présenté un modèle Sea-Dweller mis à jour appelé Rolex Oyster Perpetual Date. Sea-Dweller Deepsea. Son numéro de référence est 116660.
Avec une profondeur officielle de 3 900 m, la mer profonde de Sea-Dweller représentait, lors de son année de lancement, la montre mécanique la plus résistante à l’eau de la production en série. Pour obtenir cette cote de profondeur officielle, la mer profonde Sea-Dweller est testée à une profondeur de 4 875 m offrir la réserve de sécurité de 25% requise par la norme ISO 6425 sur les montres de plongée. Pour tester la résistance à l'eau du Sea-Dweller DEEPSEA, Rolex utilise un équipement de test mis au point par Comex. Les boîtiers de montre et les cristaux de surface normalement remplis d'air, conçus pour des profondeurs extrêmes, doivent être grands pour faire face à la pression de l'eau.
Le boîtier de la montre profonde Rolex Sea-Dweller a un diamètre de 44,0 mm et une épaisseur de 17,7 mm (épaisseur de cristal en forme de dôme de 5,5 mm), et le boîtier et le bracelet pèsent 212 g.
Parmi les autres caractéristiques de la Deepsea en 2008, il y avait le "système Ringlock" pour sceller la glace saphir au boîtier, un fond en alliage titane/acier, le "fermoir Glidelock" et la rallonge du plongeur, "maxi-dial", rehaut gravé, lunette en céramique avec chiffres fourrés au platine, calibre 3135 avec spirale antimagnétique Parachrome-Bleu-bleu et métier bleu "Chromalight".
La première variante de la référence 116660 de Sea-Dweller Deepsea possède un cadran noir classique avec du texte blanc sur le cadran.
Une deuxième variante "D-Blue" a été publiée en 2014 en l'honneur de James Cameron et de son voyage dans les profondeurs de l'océan en 2012. Il possède un cadran bleu / noir et une étiquette "DEEPSEA" de couleur verte.
Un nouveau modèle Deepsea référence 126660 a été introduit à Baselworld 2018. Elle est équipée du calibre 3235, d'un bracelet plus large, d'une boucle déployante redimensionnée et d'un boîtier légèrement redessiné.